# David Wardale
David Wardale (...) è un ingegnere inglese.
È uno specialista di trazione a vapore, dapprima in servizio presso le British Railways (BR) e successivamente presso le South African Railways (SAR). Per le SAR ha sviluppato diversi progetti di ammodernamento delle locomotive a vapore. Inoltre ha studiato un nuovo tipo di locomotiva a vapore di elevate prestazioni (denominata 5AT), che nelle intenzioni potrebbe sostituire le locomotive Diesel sulle linee di grande traffico.

## Biografia

### Formazione scolastica e professionale
David Wardale conseguì la laurea con il massimo dei voti (First Class Honours) in ingegneria meccanica presso il Politecnico di Portsmouth nel 1971.
Contemporaneamente agli studi accademici, fin dal 1967 aveva iniziato la pratica professionale presso le British Railways (BR).

### Attività professionale e industriale
Continuò la sua attività per le BR fino al 1973. Successivamente si trasferì in Sudafrica per lavorare per le South African Railways (SAR) come chief mechanical engineer della trazione a vapore, mantenendo l'incarico dal 1974 al 1983.
In tal veste promosse il miglioramento del parco delle locomotive onde migliorare le loro prestazioni e aumentarne l'efficienza energetica e di esercizio. Gli aumenti di prezzo del petrolio del 1978 sostennero le sue proposte, e fino al 1983 Wardale seguì tutti gli sviluppi relativi ai progetto, alla costruzione e all'esercizio delle macchine nei servizi regolari di linea.
Tra le sue realizzazioni più significative si citano quelle per il miglioramento delle locomotive del parco delle SAR con rodiggi 4-8-4 e 4-8-2 + 2-8-4 Garratt, adibite al servizio sulla rete fondamentale.
Notevole fu la ricostruzione dell'unità n.3450 del gruppo SAR 25NC, soprannominata Red Devil, resa famosa anche da diversi articoli della stampa specializzata internazionale.
Tuttavia le mutate condizioni economiche fecero decadere l'interesse della SAR per la trazione a vapore, e conseguentemente Wardale abbandonò il Sud Africa per recarsi negli Stati Uniti d'America e collaborare all'attività dell'American Coal Enterprises (ACE), che in quegli anni stava sviluppando il progetto di una locomotiva a vapore di grande potenza (ACE 3000).
Nel 1985, dopo l'abbandono del progetto dell'ACE 3000, Wardale si recò in Cina quale componente di una piccola delegazione del Regno Unito invitata dalle Ferrovie dello Stato Cinesi per contribuire con proposte migliorative alla costruzione delle locomotive del gruppo QJ. Pertanto, dal 1986, fu scelto quale consulente tecnico della fabbrica di locomotive di Datong.
Successivamente alla decisione delle ferrovie cinesi di accelerare il cambio del sistema di trazione abbandonando la trazione a vapore entro il 2010 Wardale, lasciata Datong nel 1989, si dedicò all'attività pubblicistica e, insieme a un gruppo di ingegneri specialisti, allo studio di un nuovo tipo di locomotiva a vapore di elevate prestazioni, denominata 5AT, completato nel 2005.